# Championnat de Tunisie de football 1967-1968
Navigation
Saison précédente Saison suivante
La saison 1967-1968 du championnat de Tunisie de football est la 12e édition de la première division tunisienne à poule unique, la Ligue Professionnelle 1. Les douze meilleurs clubs tunisiens jouent les uns contre les autres à deux reprises durant la saison, à domicile et à l'extérieur. En fin de saison, pour permettre le passage de la LP1 de douze à quatorze clubs, il n'y a pas de relégation et les deux meilleurs clubs de Ligue Professionnelle 2 sont quant à eux promus en LP1.
C'est le Sfax railway sport qui remporte le titre de champion de Tunisie en terminant en tête du championnat, devançant de quatre points le tenant du titre, le Club africain et de neuf points le Stade tunisien. Il s'agit du troisième titre de champion de l'histoire du club, qui manque le doublé en s'inclinant face au Club africain en finale de la coupe de Tunisie.

## Clubs participants
| - Sfax railway sport - Club sportif de Hammam Lif - Club africain - Espérance sportive de Tunis - Étoile sportive du Sahel - Club athlétique bizertin | - Union sportive maghrébine - Promu de LP2 - Stade tunisien - Club sportif sfaxien - Union sportive monastirienne - Avenir sportif de La Marsa - Club olympique des transports - Promu de LP2 |

## Compétition

### Classement
Le barème de points servant à établir le classement se décompose ainsi :
- Victoire : 3 points
- Match nul : 2 points
- Défaite : 1 point

| Rang | Équipe                            | Pts | J  | G  | N  | P | Bp | Bc | Diff |
| ---- | --------------------------------- | --- | -- | -- | -- | - | -- | -- | ---- |
| 1    | Sfax railway sport                | 54  | 22 | 13 | 6  | 3 | 29 | 11 | +18  |
| 2    | Club africain (T) (C)             | 50  | 22 | 9  | 10 | 3 | 26 | 14 | +12  |
| 3    | Stade tunisien                    | 45  | 22 | 7  | 9  | 6 | 20 | 19 | +1   |
| 4    | Étoile sportive du Sahel          | 44  | 22 | 6  | 10 | 6 | 21 | 21 | 0    |
| 5    | Club sportif sfaxien              | 44  | 22 | 6  | 10 | 6 | 17 | 21 | -4   |
| 6    | Club olympique des transports (P) | 43  | 22 | 8  | 5  | 9 | 18 | 21 | -3   |
| 7    | Espérance sportive de Tunis       | 42  | 22 | 6  | 8  | 8 | 23 | 23 | 0    |
| 8    | Avenir sportif de La Marsa        | 42  | 22 | 4  | 12 | 6 | 24 | 28 | -4   |
| 9    | Union sportive maghrébine (P)     | 41  | 22 | 5  | 9  | 8 | 17 | 21 | -4   |
| 10   | Club sportif de Hammam Lif        | 41  | 22 | 6  | 7  | 9 | 20 | 26 | -6   |
| 11   | Union sportive monastirienne      | 41  | 22 | 4  | 11 | 7 | 13 | 17 | -4   |
| 12   | Club athlétique bizertin          | 41  | 22 | 5  | 9  | 8 | 10 | 17 | -7   |

|  | Champion de Tunisie 1967-1968                                                                |
|  | Relégation directe en deuxième division                                                      |
|  | (T) Tenant du titre (C) Vainqueur de la coupe de Tunisie (P) Club promu de deuxième division |

### Meilleurs buteurs
C'est une saison marquée par l'indigence des attaques et l'inefficacité des buteurs. Kamel Henia remporte le titre de meilleur buteur avec dix buts seulement dont sept au cours des trois derniers matchs du championnat à un moment où certaines équipes sont totalement démobilisées. 
- Kamel Henia (CSHL) : 10 buts
- Ezzedine Chakroun (SRS), Amor Rezgui (USMa) et Abdeljabar Machouche (EST) : 9 buts
- Amor Madhi (SRS) et  Mohamed Salah Jedidi (CA): 8 buts
- Romdhan Toumi (SRS): 7 buts
- Abdesselam Chaâtani (COT) et Abdesselam Chemam (ASM): 6 buts

### Meilleurs joueurs
La Presse de Tunisie établit un classement officieux qui consacre le gardien de but Moncef Tabka :
- Moncef Tabka (USMo) : 94 points
- Hamadi Touati (EST) : 88 points
- Mahmoud Fendri (SRS) : 87 points
- Driss Haddad (CAB) : 86 points
- Sadok Sassi (CA) : 85 points
- Ferid Laaroussi (USMa) et Abdelmajid Karoui (SRS) : 84 points
- Romdhan Toumi (SRS), Ezzedine Chakroun (SRS), Abdallah Trabelsi (ST) et Mohsen Henia (CSHL) : 81 points
- Mahfoudh Benzarti (USMo) et Mohamed Nefzaoui (SRS) : 80 points

### Arbitres
Les 132 matchs sont dirigés par 18 arbitres. Les plus sollicités sont :
- Hédi Attig : 13 rencontres
- Hédi Zarrouk et Moncef Ben Ali : 12 rencontres
- Chedly Chetmi, Mustapha Daoud, Hamadi Melki et M'hamed Touati : 11 rencontres
- Hamadi Barka : 10 rencontres

## Bilan de la saison
| Championnat de Tunisie de football 1967-1968 |                                  |
| Champion                                     | Sfax railway sport (3e titre)    |
| Coupes et trophées                           |                                  |
| Vainqueur de la Coupe de Tunisie 1967-1968   | Club africain                    |
| Promotions et relégations                    |                                  |
| Promus en Ligue Professionnelle 1            | Club sportif des cheminots       |
| Promus en Ligue Professionnelle 1            | Stade sportif sfaxien            |
| Relégués en Ligue Professionnelle 2          | Aucun (passage de 12 à 14 clubs) |

## Club champion
L'effectif du Sfax railway sport est le suivant :
- Président : Mokhtar Mhiri
- Entraîneur :  Laszlo Balogh
- Buteurs : Ezzedine Chakroun (9 buts), Amor Madhi (8), Romdhan Toumi (7), Habib Masmoudi et Mohamed Nefzaoui (2), Habib Bousarsar (1)
- Effectif :
  - Gardiens de but : Abdelmajid Karoui (20 matchs), Lanouar Abdelkefi (2)
  - Défenseurs :  Ali Jerbi (22), Mahmoud Fendri (22), Habib Masmoudi (16), Ahmed Louizi (16), Frej Bouzid (8)
  - Milieux de terrain : Mohamed Nefzaoui (22), Hamadi Hafsi (21), Romdhan Toumi (20), Mohamed Harzallah (4)
  - Attaquants : Ezzedine Chakroun (22), Habib Bousarsar (18), Amor Madhi (16), Frej Chibani  (13)